# Mercedes (Honduras)
Pour les articles homonymes, voir Mercedes.
Mercedes est une municipalité du Honduras, située dans le département d'Ocotepeque. La municipalité comprend 10 villages et 40 hameaux. Elle est fondée en 1869.

## Source de la traduction
- (en) Cet article est partiellement ou en totalité issu de l’article de Wikipédia en anglais intitulé « Mercedes, Ocotepeque » (voir la liste des auteurs).